# Ликовна колонија „Ars Timacum”
Ликовна колонија „Ars Timacum” је једна од манифестација на територији општине Сврљиг и која се одржава у Сврљигу у континуитету од 2002. године, основана са циљем да се афирмише ликовна уметност.
Од оснивања до данас на колонији је учествовао велики број сликара из различитих крајева некадашње Југославије, иностранства, као и уметника из завичаја. Захваљујући њој, формиран је импозантан ликовни фонд који данас чини око 350 дела значајне уметничке вредности. Суштински је утицала на развој локалне заједнице из које је изникао завидан број младих ликовних уметника, али и Удружење ликовних стваралаца „Timaкumus”. На дужи временски период представљаће значајан опис савремене српске ликовне уметности.
Трајање колоније је од 5-7 дана, а програм је углавном исти. Почевши од дочека учесника, свечаног отварања колоније, изложбе радова са предходне колоније, поделе материјала, проналажења инспирације, радних дана уз излете и дружења, до самог краја, када је предвиђена изложба завршених радова.